# Elias James Corey
Elias James Corey (Methuen, Essex megye (Massachusetts), 1928. július 12. –) amerikai szerves kémikus. 1990-ben kémiai Nobel-díjjal tüntették ki „a szerves szintézis elméletének és módszertanának fejlesztéséért”.

## Életrajz
1928. július 12-én született a massachusettsi Methuenben, libanoni görög ortodox keresztény bevándorlók gyermekeként. Édesapja üzletember volt, aki másfél évvel Elias James Corey születését követően hunyt el. Katolikus általános iskolában és a Lawrence Gimnáziumban tanult, a Massachusetts állambeli Lawrenceben.

## Írásai
- The Logic of Chemical Synthesis. Verlag John Wiley & Sons, 1995, ISBN 0-471-11594-0.
- Czakó Barbaraval és Kürti Lászlóval: Molecules and Medicine. Verlag John Wiley & Sons, 2007, ISBN 978-0-470-22749-7.
- Kürti Lászlóval: Enantioselective Chemical Synthesis. Verlag Academic Press, 2013, ISBN 978-0-615-39515-9.